# Автомагістраль A11 (Литва)
Автомагістраль A11 — шосе в Литві, пролягає від Шяуляя до приморського курортного міста Паланга. Довжина дороги 146,85 км.
Обмеження швидкості на більшій частині дороги 70–90 км/год. Це найважливіша дорога в Північній Жемайтії, яка з’єднує великі міста цього регіону: Куршенай, Тельшяй, Плунге, Кретінгу.
Ділянку дороги між Шяуляєм та дорогою A18 (об’їзд Шяуляя) оновлено до стандарту 2+1 з огородженням, що розділяє обидва напрямки. Перша сільська сучасна профільна секція 2+1 в Литві. Ділянка дороги між розв’язкою A18 і Куршеною є двопроїзною, з перехрестями та світлофорами. Інша ділянка – звичайна 1+1 з обмеженнями швидкості, які змінюються від стандартних обмежень швидкості в містах до 50 км/год і до 90 км/год у сільській місцевості.
Цей маршрут є частиною міжнародної мережі доріг E, частина європейського маршруту E272.

## Дивись також
- Транспорт Литви